# Bibliotheek 'Ten Heilighen Bloede'
De Bibliotheek Ten Heilighen Bloede of Boven op den Heilighen Bloede bestond in Brugge van 1578 tot 1584.

## Geschiedenis
In maart 1578 werd het stadsbestuur van Brugge ingenomen door uit Gent overgekomen Calvinisten die tot in 1584 de stad zouden besturen.
Het nieuwe bestuur deed een inventaris opmaken van alle goederen, roerend en onroerend, die toebehoorden aan de abdijen, kloosters en kapittels, die werden gesloten. Een afzonderlijke inventaris noteerde het boekenbezit van deze instellingen en dit met de bedoeling ze samen te brengen en een publique librarie op te richten ten behouve van der stede. De boeken die voor het gestelde doel niet nuttig waren zou men verkopen.
Wie het dichtst bij de inventaris betrokken was, was Jan van Gheldere (Jan Geldrius), expeert schoolmeester van de Latijnsche spraeke tot Brugghe, volgens Jan Frans Foppens afkomstig uit Ruiselede. Hij leidde vanaf 1548 in de 's Heer Gillis Dopstraat (thans Kartuizerinnenstraat) een Latijnse school. Die was wel concurrent van de kapittelschool van Sint-Donaas, maar de relaties waren goed, aangezien deze school door zijn schoonbroer François de Quesnoy werd geleid. Van Gheldere genoot enige bekendheid als classicus en had samengewerkt met de drukker en humanist Hubertus Goltzius voor wie hij Latijnse teksten maakte die werden toegevoegd bij de door de drukker uitgewerkte illustraties. Hij zou ook zelf een bundel met uit het Grieks in het Latijn omgezette epigrammen hebben gepubliceerd. Net als Goltzius had van Gheldere de reputatie hervormingsgezind te zijn. Hij werd alvast schepen in het eerste calvinistisch bestuur op 26 maart 1578. Toen Willem van Oranje op 2 september 1578 persoonlijk een nieuw calvinistisch bestuur kwam installeren, werd van Gheldere raadslid. Van september 1579 tot september 1580 was hij opnieuw schepen. Hij overleed in 1583. Zonder dat hierover formele bewijzen bestaan, kan men aannemen dat hij, als verantwoordelijke voor de inventaris en gezien zijn intellectuele achtergrond, de voornaamste initiatiefnemer voor de openbare bibliotheek was.
De boeken werden overgebracht naar de aan de eredienst onttrokken dubbelkapel van het Heilig Bloed en van de Heilige Basilius op de Burg, waar ze zouden ter beschikking worden gesteld van alle de ghuene de letteren beminnende. Er zijn onvoldoende documenten tot ons gekomen om zekerheid te hebben over de activiteit van deze bibliotheek. Werd ze inderdaad bezocht door intellectuelen, geleerden en vorsers of beperkte ze er zich toe een bewaarbibliotheek te zijn?
Na het verdwijnen van het Calvinistisch bestuur in mei 1584 werd het initiatief opgedoekt en de kapel opnieuw opengesteld voor de katholieke eredienst. De boeken gingen zeer waarschijnlijk naar de oorspronkelijke eigenaars terug.